# Cruentomycena
Cruentomycena is een geslacht van schimmels behorend tot de familie Mycenaceae. De typesoort is Cruentomycena viscidocruenta.

## Soorten
Volgens Index Fungorum telt dit geslacht drie soorten:
| Soortnaam                    | Auteur(s)                                | Publicatiejaar |
| ---------------------------- | ---------------------------------------- | -------------- |
| Cruentomycena kedrovayae     | R.H. Petersen, Kovalenko & O.V. Morozova | 2008           |
| Cruentomycena orientalis     | Har. Takah. & Taneyama                   | 2016           |
| Cruentomycena viscidocruenta | (Cleland) R.H. Petersen & Kovalenko      | 2008           |